# Султанбека Кожанова
Султанбе́ка Кожа́нова (каз. Сұлтанбек Қожанов) — село у складі Сауранського району Туркестанської області Казахстану. Входить до складу Ушкаїцького сільського округ.
У радянські часи село називалось Откормочна база, до 2007 року — Спецхозоб'єднання.
Населення — 668 осіб (2021; 636 у 2009, 836 у 1999, 501 у 1989).